# Бјевр (Есон)
Бјевр (фр. Bièvres) је насељено место у Француској у региону Париски регион, у департману Есон.
По подацима из 2011. године у општини је живело 4462 становника, а густина насељености је износила 460,47 становника/km².

## Демографија
| 1962. | 1968. | 1975. | 1982. | 1990. | 2011. |
| ----- | ----- | ----- | ----- | ----- | ----- |
| 2.712 | 3.323 | 4.133 | 3.844 | 4.209 | 4.462 |